# لیلند هارتول
لیلند هریسن (لی) هارت‌ول (به انگلیسی: Leland Harrison (Lee) Hartwell) (زاده ۳۰ اکتبر ۱۹۳۹، لس‌آنجلس، کالیفرنیا) رئیس و مدیر سابق مرکز تحقیقات سرطان فرد هاچینسون در سیاتل، واشینگتن است. وی در سال ۲۰۰۱ به‌خاطر کشف اینکه مولکول‌های پروتئین بر تقسیم سلول‌ها کنترل دارند، به‌همراه پائول نرس و تیم هانت، برنده جایزه نوبل فیزیولوژی و پزشکی شد.